# گروس روگه
گروس روگه (به آلمانی: Groß Roge) یک شهر در آلمان است که در Rostock District واقع شده‌است. گروس روگه  ۷۲۵ نفر جمعیت دارد.